# Tramutola
Tramutola is een gemeente in de Italiaanse provincie Potenza (regio Basilicata) en telt 3255 inwoners (31-12-2004). De oppervlakte bedraagt 36,5 km², de bevolkingsdichtheid is 90 inwoners per km².

## Demografie
Tramutola telt ongeveer 1224 huishoudens. Het aantal inwoners steeg in de periode 1991-2001 met 0,2% volgens cijfers uit de tienjaarlijkse volkstellingen van ISTAT.
| Jaar | Inwoneraantal |
| ---- | ------------- |
| 1991 | 3244          |
| 2001 | 3251          |

## Geografie
De gemeente ligt op ongeveer 650 m boven zeeniveau.
Tramutola grenst aan de volgende gemeenten: Grumento Nova, Marsicovetere, Moliterno, Montesano sulla Marcellana (SA), Padula (SA), Paterno.